# (3355) Onizuka
Pour les articles homonymes, voir Onizuka.
(3355) Onizuka est un astéroïde de la ceinture principale nommé en hommage à Ellison Onizuka, spécialiste de mission de la Navette spatiale Challenger.
Les astéroïdes numérotés 3350 à 3356 ont été baptisés en hommage aux sept astronautes morts dans l'explosion de la Navette spatiale Challenger, le 28 janvier 1986.